# Colostygia desolivata
Colostygia desolivata là một loài bướm đêm trong họ Geometridae.